# Angelo Frosi
Dom Angelo Frosi, SX (San Bassano Cremonese, 31 de janeiro de 1924 – 28 de junho de 1995) foi um bispo católico e segundo bispo da Diocese de Abaetetuba (Pará).

## Biografia
Dom Angelo nasceu em 1924 em San Bassano Cremonese. Com dez anos ingressou no seminário diocesano de Cremona, mas sentindo a vocação missionária entrou no Noviciado Xaveriano, em San Pietro em Vincoli em 1940, fazendo a consagração missionária no ano seguinte. De 1941 a 1947, cursou em Parma os estudos de filosofia e teologia. Também foi enviado para os Estados Unidos, completando os estudos teológicos em Boston. Frosi foi ordenado padre no dia 6 de maio de 1948, pelo Arcebispo Richard James Cushing, na Catedral de Santa Cruz.
Pe. Angelo trabalhou nos Estados Unidos pelos próximos vinte anos, até fevereiro de 1968, como responsável pelas vocações, impressa xaveriana e economia, foi vice-reitor e reitor nas casas de formação; também ocupou o cargo de Superior Regional dos Estados Unidos.
Em janeiro de 1968, Frosi, foi nomeado Administrador Apostólico da Prelazia de Abaeté do Tocantins, Brasil. Tomou posse em 25 de fevereiro de 1968. Logo em 2 de fevereiro de 1970, o Papa Paulo VI o nomeou prelado da Prelazia e Bispo Titular de Magnetum. Recebeu a consagração episcopal em 1 de maio de 1970, na praça em frente à Catedral de Abaeté do Tocantis, pelo Arcebispo Alberto Gaudêncio Ramos, tendo como principais co-consagradores Tadeu Henrique Prost, OFM, bispo auxiliar de Belém, e José Maritano, PIME, prelado de Macapá.
Resignou à sé titular de Magneto em 26 de maio de 1978. Em 17 de setembro de 1981, após a evelação da Prelazia a Diocese pelo Papa João Paulo II, foi nomeado primeiro bispo diocesano de Abaetetuba. De 1971 a 1979 foi Presidente do Regional Norte II da CNBB; de 1979 a 1983, foi responsável pela Linha Missionária; nos últimos anos também foi encarregado da Pastoral Vocacional do regional Norte II. Também deu grande apoio às Comunidades Eclesiais de Base.
Morreu no Hospital Santa Elena, em São Paulo, em 28 de junho de 1995, como consequência de um ataque cardíaco sofrido em 18 de maio, durante a assembleia anual da CNBB em Itaici.
A Diocese de Abaetetuba entrou com processo canônico para a sua beatificação, abrindo o processo inquérito diocesano em 8 de dezembro de 2017. Com a confirmação da Congregação para a Causa dos Santos, concedendo o Nihil obstat, Dom Angelo Frosi foi reconhecido como Servo de Deus.